# Mythoplastoides exiguus
Espèce
Synonymes
- Lophocarenum exiguum Banks, 1892

Mythoplastoides exiguus est une espèce d'araignées aranéomorphes de la famille des Linyphiidae.

## Distribution
Cette espèce  se rencontre aux États-Unis dans les États de New York, du Connecticut et du Nebraska et au Canada dans les provinces de l'Ontario et de Terre-Neuve.

## Publication originale
- Banks, 1892 : The spider fauna of the Upper Cayuga Lake Basin. Proceedings of the Academy of Natural Sciences of Philadelphia, vol. 1892, p. 11-81 (texte intégral).